# George H. Smith
George Hamilton Smith, född 10 februari 1949 i Japan, död 8 april 2022 i Bloomington Illinois, var en amerikansk författare. Smith var libertarian och ateist, vilket blev centrala teman i hans författarskap.

## Biografisk not
Smith växte upp i Tucson, Arizona, och gick på University of Arizona i flera år utan att avlägga någon examen. Efter att han flyttat till Los Angeles 1971, fick han ett kontrakt med Nash Publishing för att skriva en bok om ateism. Detta hans debutverk, Atheism: The Case Against God (1974), kom att bli 1900-talets bästsäljande bok om ateism. 
Smith har bedrivit undervisning sedan 1970-talet, först för sitt eget Forum for Philosophical Studies (med kontor på Sunset Boulevard i Los Angeles), senare vid Cato Institute och Institute for Humane Studies (IHS). Under nära 20 år, från 70-talets senare hälft till mitten av 1990-talet, föreläste han om politisk filosofi och amerikansk politisk och intellektuell historia för universitetsstudenter på seminarier som sponsrades av Cato Institute och IHS.
Sedan 1971 har fler än hundra av Smiths artiklar och bokpresentationer publicerats i en mängd tidskrifter som The New York Times, Arizona Daily Star, Reason Magazine, Free Inquiry, The Humanist, Inquiry, Cato Policy Report, Liberty, The Voluntaryist, Academic Associates Book News, Journal of Libertarian Studies och Humane Studies Review.
Smiths publicerade arbeten handlar ofta om dödsstraff (motståndare till all användning), anarkism, religiös tolerans och ateism. Han har skrivit om William Wollaston, Herbert Spencer, Thomas Hobbes, John Locke och Ayn Rand med flera.